# William M. Kavanaugh

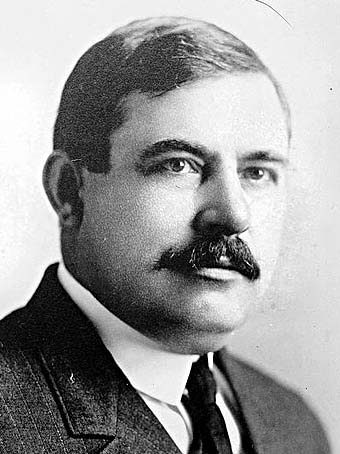
William M. Kavanaugh

William Marmaduke Kavanaugh, född 3 mars 1866 i Greene County, Alabama, död 21 februari 1915 i Little Rock, Arkansas, var en amerikansk demokratisk politiker. Han representerade delstaten Arkansas i USA:s senat från slutet av januari till början av mars 1913.
Kavanaugh studerade vid Kentucky Military Institute. Han arbetade sedan som journalist i Little Rock. Han var sheriff i Pulaski County, Arkansas 1896-1900. Han var därefter domare i Pulaski County 1900-1904.
Kavanaugh valdes 1912 till demokraternas federala partistyrelse, Democratic National Committee.
Kavanaughs grav finns på Oakland Cemetery i Little Rock. Kavanaugh Boulevard i Little Rock har fått sitt namn efter William M. Kavanaugh.